# Discocotyle sagittata
Discocotyle sagittata är en plattmaskart. Discocotyle sagittata ingår i släktet Discocotyle och familjen Discocotylidae. Inga underarter finns listade i Catalogue of Life.